# Christoph Koch (Autor)
Christoph Koch (* 1974 in München) ist ein deutscher Journalist und Autor. 

## Werdegang
Koch arbeitete nach seinem Studium der Kommunikationswissenschaft, Soziologie und Politikwissenschaft bei jetzt.de, dem Jugend-Onlinemagazin der Süddeutschen Zeitung, zuletzt als stellvertretender Redaktionsleiter. 
Er hat Artikel für verschiedene Zeitungen und Magazine geschrieben sowie einige Bücher.
Im März 2006 erschien sein erstes Buch „Zahlen, bitte“ im Heyne Verlag, im Sommer 2010 folgte „Ich bin dann mal offline“ (Blanvalet Verlag).
Nach „Sternhagelgücklich – wie ich versuchte, der glücklichste Mensch der Welt zu werden“ und „Chromosom XY ungelöst – Von einem, der auszog ein echter Kerl zu werden“  (beide Blanvalet Verlag) erschien zuletzt „Die Vermessung meiner Welt – Bekenntnisse eines Self-Trackers“.

## Werke
- Zahlen, bitte. Heyne Verlag 2006; ebd. 2013, ISBN 978-3453120587.
- Ich bin dann mal offline: Ein Selbstversuch. Leben ohne Internet und Handy. Taschenbuch, Blanvalet 2012, ISBN 978-3442375912.
- Sternhagelglücklich: Wie ich versuchte, der zufriedenste Mensch der Welt zu werden. Blanvalet 2012, ISBN 978-3764504175.
- Chromosom XY ungelöst: von einem, der auszog, ein echter Kerl zu werden Blanvalet, 2013, ISBN 978-3-7645-0416-8.
- Wann ist ein Mann ein Mann? Blanvalet, 2015, ISBN 978-3-7341-0055-0.
- mit Jessica Braun: Your home is my castle. Malik, München 2017, ISBN 978-3-89029-492-6.
- Was wäre, wenn ... : 33 Szenarien, die unsere Welt neu denken, Tropen-Verlag / Klett-Cotta, Stuttgart 2021, ISBN 978-3-608-12107-0.
- Digitale Balance : mit smarter Handynutzung leichter leben, Wilhelm Heyne Verlag, München 2021, ISBN 978-3-453-60585-5.